# Ilsenburg
Ilsenburg é um município da Alemanha, situado no distrito de Harz, no estado de Saxônia-Anhalt. Tem 62,97 km² de área, e sua população em 2019 foi estimada em 9.565 habitantes.